# Énekhang
Az énekhang a gégefőben támad azáltal, hogy a hangszalagok a légáram útját elzárják és mint ruganyos lemezek, a tüdők felől rájuk ható légáram elől kitérnek, ha annak nyomása ruganyos erejüket felülmúlja. A levegő egy részének elszabadulása után a hangszalagok nyugalmi helyzetük felé visszatérnek, hogy a levegő továbbtartó nyomása alatt az előbbi mozgást ismételjék. A hangszalagok e lengése a levegőben sűrű és ritkuló hullámokat támaszt, és ezek a keletkező énekhang okozói. Azért az énekhang hangtani tulajdonságai, a hang magassága, ereje és színezete ugyanazon feltételektől függ, mint melyektől a nyelves sípok hangjának megfelelő tulajdonságai függnek.
Énekhang kihozatalára legalkalmasabbak a magánhangzók, míg a mássalhangzók kevésbé, mert az énekhang természetes folyását minduntalan megakasztják. Énekhangra legalkalmasabb azért az olyan nyelv, melyben minél több magánhangzó fordul elő, és ezért az olasz nyelvet illeti az elsőség, habár más művelt nyelvekben is lehet úgy elhelyezni a magánhangzókat, hogy az énekhangnak kellően megfeleljenek. A szó erőteljes, énekbeli áthozatalára legalkalmasabbak az á, é, ó és ú magánhangzók, mert szabadabb nyílását engedik meg a száj- és az ajkaknak. Kevésbé alkalmasak az ő, é, ű és az ékezetlen e magánhangzó, melyek természetellenes állását vonják maguk után az ajkaknak, a szájpadlásnak, sőt még a fej tartásának is. Az oly nyelvek, melyekben minduntalan hangtorlaszos szók fordulnak elő minél kevesebb magánhangzóval váltakozva, énekhangok kihozatalára a legalkalmatlanabbak s az éneket darabossá, nehézkessé és eufoniátlanná teszik. Az európai nyelvek közt ilyenek kiváltképpen a szláv nyelv több alfajai. Az énekhang igen rokon a beszédhanggal és voltaképpen nem is egyéb, mint ennek valamely magánhangzói meghosszabbítása. Az É. minden irányban a dinamika követelmei szerint fel vagy lefordítható. Az énekhangok nem és kor szerint különböző fajokra oszlanak, úgy mint gyermek-, nő- és férfihangokra. E hangfajok mindenike magasság, mélység, intenzivitás és terjedelem tekintetében különböznek egymástól. A női hangok eloszlanak szoprán, mezzoszoprán, alt és kontraalt; a férfi hangok pedig tenor, bariton, basszbariton és basszus hangfajokra. Újabb időben, főleg négy szólamú vegyes énekkaroknál, csak a négy főénekhang vétetik tekintetbe, úgy mint  a női szoprán és alt, továbbá a férfitenor és basszus. A mezzoszoprán, a kontra-alt s a bariton és bassz-bariton énekkari műveknél nem jönnek külön kombinációba.